# Koleje Mazowieckie

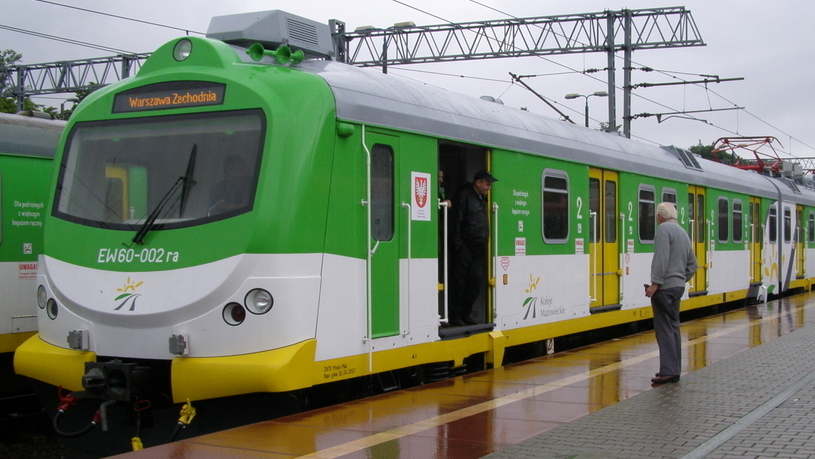
Modernizovaná jednotka řady EW60 dopravce Koleje Mazowieckie

„Koleje Mazowieckie - KM“ sp. z o.o. (zkratka KM, kód VKM: KMKOL) jsou polský železniční dopravce, který provozuje osobní dopravu téměř výhradně na území Mazovského vojvodství, tedy především na tratích vycházejících radiálně z Varšavy.

## Historie
Společnost byla založena 29. července 2004 dvěma podílníky: Samosprávou Mazovského vojvodství (podíl 51 %) a dopravcem PKP Przewozy Regionalne (49 %). Svoji činnost firma zahájila 1. ledna 2005. Postupně se podíl PKP PR snížil na 5 %. 9. listopadu 2007 vydalo polské Ministerstvo financí souhlas s tím, že vojvodství odkoupí od PKP PR zbývajících 5 % za 1,2 mil. PLN.

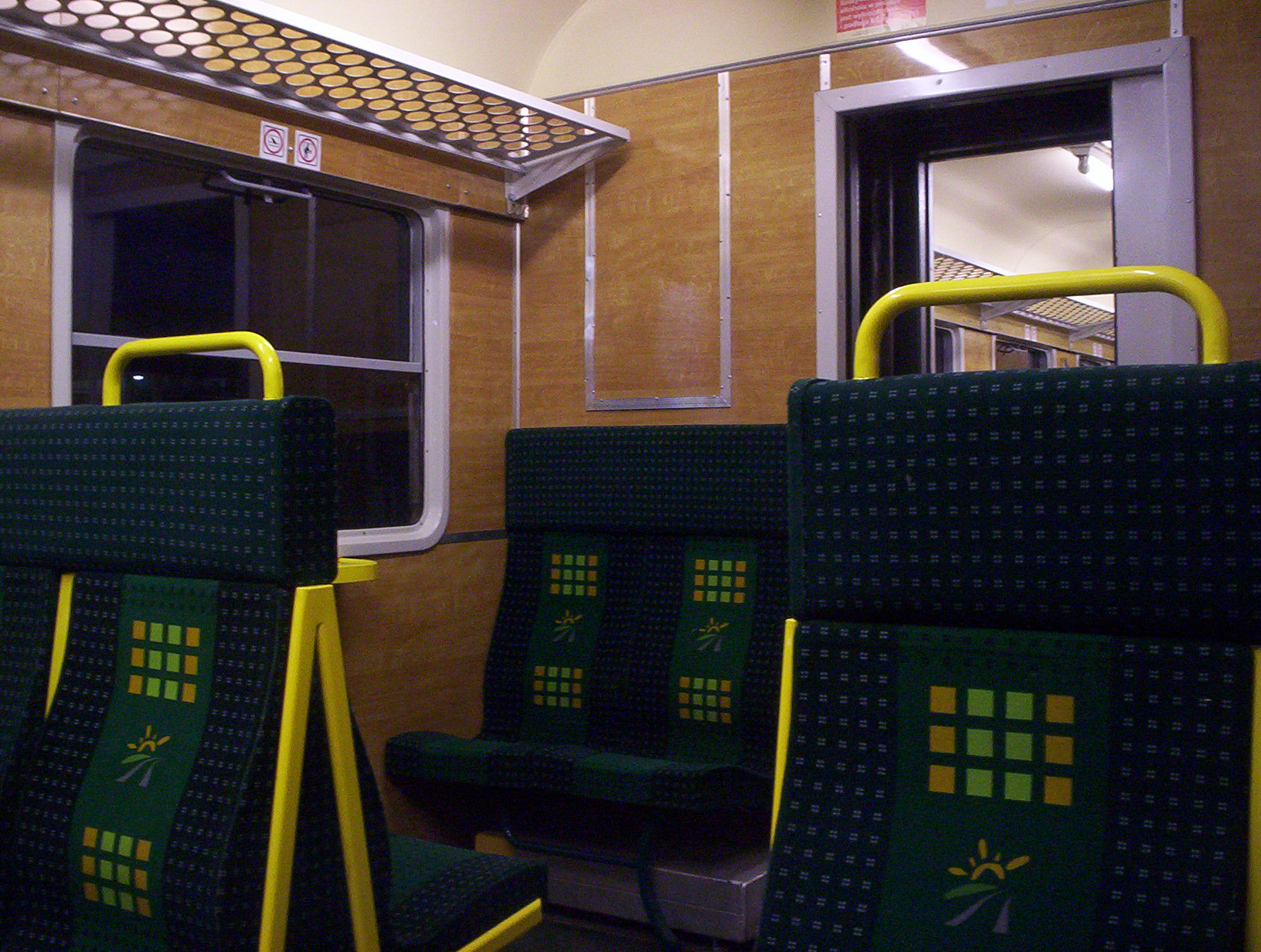
Interiér jednotky řady EN57

## Vozidla
Svoji činnost zahájila společnost výhradně s elektrickými jednotkami řady EN57, které si pronajímá od dopravce PKP Przewozy Regionalne. Na základě rozhodnutí Ministerstva financí z 9. listopadu 2007 odkoupí Mazovské vojvodství od PKP PR 184 kusů těchto elektrických jednotek potřebných pro provoz KM za částku 175,5 mil. PLN.
Pro provoz na méně vytížených tratích a také na tratích kde KM po několikaleté přestávce obnovila osobní dopravu pak v roce 2005 a 2006 KM zakoupila starší motorové vozy řady 627 (7 ks) a dvoudílných motorových jednotek řady 628 (5 jednotek + polovina další jednotky) od německého dopravce DB Regio.

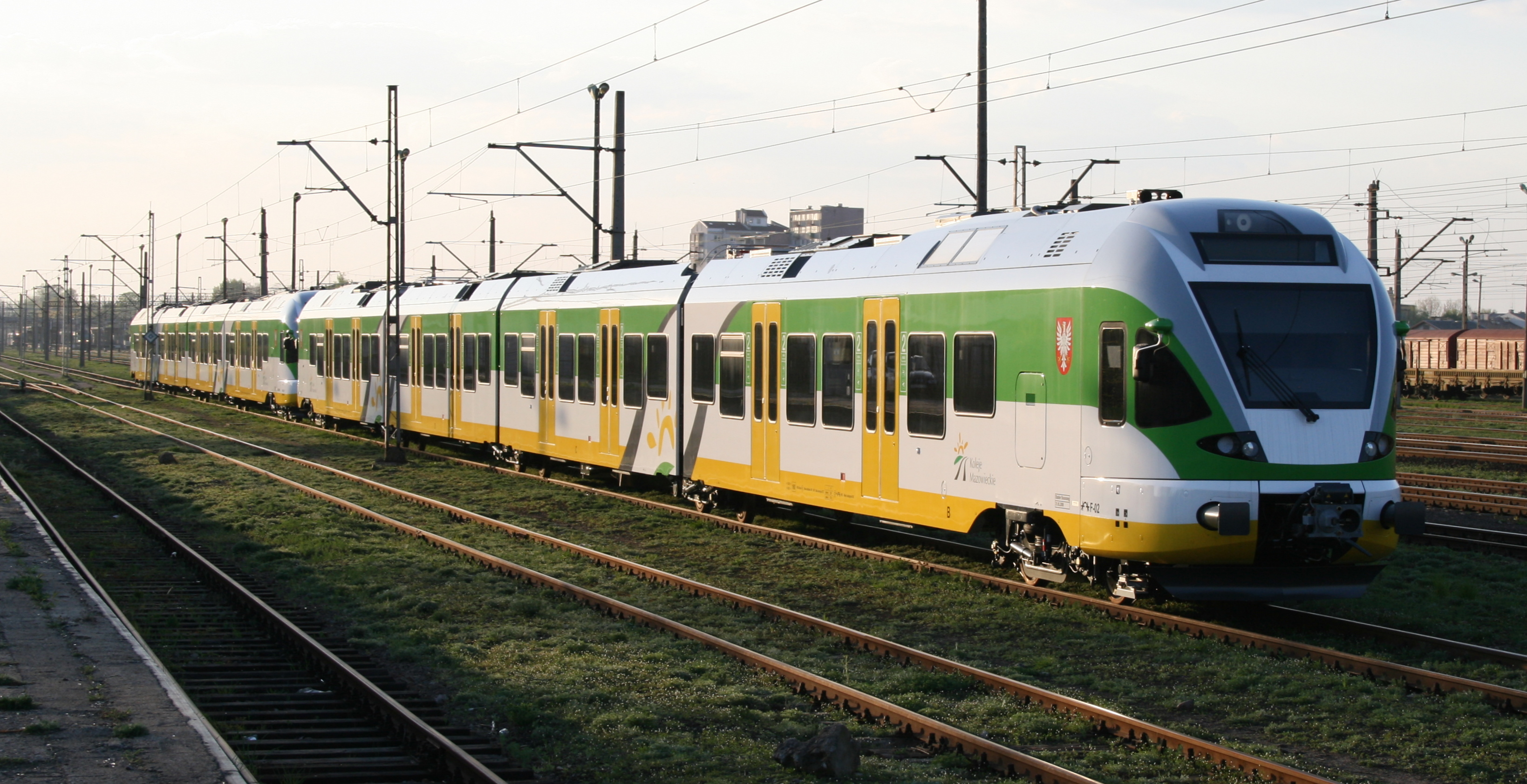
Jednotka FLIRT KM

28. června 2006 pak byla podepsána smlouva na dodávku 10 elektrických jednotek typu FLIRT od společnosti Stadler Bussnang AG.
 První dvě vyrobené jednotky byly dopravcem oficiálně představeny 31. května 2008, zbývajících osm kusů bude dodáno do konce roku 2008.
5. září 2006 pak byla podepsána smlouva o úvěru ve výši 50 mil. EUR mezi Evropskou investiční bankou a Mazovským vojvodstvím. Tento úvěr bude sloužit na nákup 11 souprav patrových vozů, včetně řídicích vozů. Jako dodavatel byla vybrána firma Bombardier Transportation, se kterou byla 24. července 2007 podepsána smlouva na dodávku celkem 37 vozů (11 řídicích a 26 vložených). Tyto soupravy by měly být vedeny novými elektrickými lokomotivami, které si KM hodlá pořídit formou leasingu.
2. června 2007 společnost zahájila společnost provoz dvou jednotek řady EW60, které byly zakoupeny od firmy PKP SKM w Trójmieście a prošly modernizací v dílnách ZNTK Mińsk Mazowiecki.

## Personál
Mezi zaměstnance KM patří od počátku průvodčí a vlakvedoucí osobních vlaků, kteří přešli od PKP Przewozy Regionalne. Strojvedoucí jsou však najímáni od PKP Cargo, ovšem od roku 2006 KM postupně zaměstnává vlastní strojvedoucí, kteří přecházejí především od PKP Cargo.